# Гнисюк, Николай Владимирович
Николай Владимирович Гнисюк (Микола Гнисюк, 1944—2007) — советский фотограф, Заслуженный деятель искусств Российской Федерации (2001).
Входит в сотню лучших фотографов мира, автор более 650 обложек журнала «Советский экран». Был первым советским фотографом, которого американская киноакадемия пригласила на 60-ю юбилейную церемонию вручения премии «Оскар». Лауреат многих международных выставок.

## Биография
Родился в крестьянской семье в деревне Перекоринцы. Окончил Рижское музыкальное училище. Играл на трубе в военно-духовом оркестре.
С 1964 работал на Рижской киностудии, увлёкся фотографией. С 1967 года, в течение 25 лет, работал фоторепортёром журнала «Советский экран».
400 снимков звёзд мирового кино Миколы (Николая) Гнисюка были в своё время на обложках «Советского экрана».
В фотоархиве Гнисюка фотографии тысячи звёзд, таких как, Фаина Раневская, Сергей Бондарчук, Николай Крючков, Иван Переверзев, Эмиль Брагинский, Лариса Шепитько, Инна Чурикова, много снимал Никиту Михалкова, Александра Абдулова. Член Союза кинематографистов и Союза журналистов России.
Похоронен в Москве на Троекуровском кладбище.